# Shin Kyeong-nim
Shin Kyeong-nim (Hangul: 신경림) (Chungju, Chungcheong del Norte, 6 de abril de 1936-Ilsan, Gyeonggi, 22 de mayo de 2024) fue un poeta y escritor coreano conocido como "el poeta del pueblo".

## Biografía
Shin Kyeong-nim nació el 6 de abril de 1936 en la provincia de Chungcheong del Norte, Corea del Sur. Cuando era joven frecuentó a la gente de las aldeas rurales de Corea y recopiló las canciones tradicionales que cantaban. Mucha de su poesía representa la modernización de lo que escuchó entonces. Se graduó en Literatura inglesa por la Universidad Dongguk. Debutó en la literatura en 1955 y 1956 con la publicación de los poemas "Luna de día" (Natdal), "Juncos" (Galdae) y "Estatua de piedra" (Seoksang). Enseñó en la escuela primaria de su ciudad por un tiempo antes de mudarse a Seúl para trabajar como editor para las publicaciones Hyundae munhak y Donghwa.

## Obra
Shin Kyeong-nim, comúnmente conocido como el poeta del pueblo, ha pasado décadas escribiendo versos sobre un tema: la vida y la gente de las aldeas agrícolas de Corea. Aunque sus primeros poemas "Juncos" (Galdae) y "Epitafio junto a la tumba" (Myobo) no se centran en la vida de los campesinos, la mayoría de sus poemas tratan sobre este tema. Los poemas de su primera recopilación La danza del agricultor (Nongmu, 1973) son congruentes con la descripción de las realidades de la vida agrícola, pero a la vez mantienen un cierto sentido de lirismo poético que les da un toque de elegancia.
Aunque su poesía pone mucho interés en los campesinos y las aldeas agrícolas, se esfuerza por presentarlas en su contexto histórico y social; y aunque trata de sus dificultades, los poemas normalmente guardan una emoción cálida y plácida. Su poesía no muestra la ira reprimida y la protesta violenta que aparece en los poemas de temas obreros, pero eso no significa que sus poemas no tengan un mensaje significativo. De hecho las aldeas campesinas que se presentan en la mayoría de sus poemas pueden entenderse como símbolos de la comunidad nacional, y, aparte de los símbolos, las quejas de los agricultores que su poesía manifiesta pueden extenderse también a otras clases trabajadoras. Shin Kyeong-nim, que siempre se pone del lado del pobre y del oprimido, demuestra más una ideología solemne que una destreza refinada, y compone versos reminiscentes de las canciones tradicionales de forma que sean accesibles a todos. También toma prestados elementos técnicos de las canciones coreanas tradicionales, como el ritmo de cuatro tiempos y los patrones de repeticiones y estribillos.
Sus numerosas recopilaciones de poesía, como El paso (Saejae), Diario de viaje por la canción tradicional (Minyo Gihaeng), El sur del río Han (Namhangang) y El camino (Gil) muestran su amor por Corea, y los temas provienen de las canciones tradicionales y lugares del país. En particular, el poema narrativo El sur del río Han (Namhangang) es un intento activo de comprender la historia desde el punto de vista de los agricultores.
Ha obtenido el premio Ha Yong-un de literatura en 1974 por "La danza de los agricultores" (Nongmu), el premio de literatura de escritores coreanos en 1981, el premio literario Yi Sang en 1990  y el premio Ho-Am en 2009

## Obras en coreano (lista parcial)
Poemarios
- Crucemos la luna (Dal neomse, 1985)
- Una pobre canción de amor (Gananhan sarangnorae, 1988)
- El sueño de los caídos (Sseurujin Ja-ui kkum, 1993.

Ensayos críticos
- La verdad de la vida y la verdad de la poesía, (Salmui Jinsilgwa Sijeok Jinsil, 1983)
- Entendiendo nuestra poesía (Uli siui ihae, 1986).

## Premios
- Premio literario Han Yong-un
- Premio de Literatura de escritores coreanos (1981)
- Premio literario Yi Sang (1990)
- Premio Ho-Am (2009)